# Karlštejn (městys)
Karlštejn (německy Karlstein) je městys v okrese Beroun ve Středočeském kraji, asi 9 kilometrů jihovýchodně od Berouna. Žije zde 824 obyvatel. Městys se nachází v centrální části chráněné krajinné oblasti Český kras po obou stranách řeky Berounky. Městys je pojmenován podle hradu Karlštejna. Zaujímá dvě katastrální území s názvy původních vsí: Budňany na levém břehu Berounky, kam patří i hrad, a Poučník na pravém břehu Berounky, kde se nachází i nádraží Karlštejn. Základní sídelní jednotka Karlštejn I zahrnuje celou levobřežní část městyse, včetně hradu, Karlštejn II pak oblast kolem nádraží a v záhybu Berounky východně od nádraží. Poučník se nachází západně od nádraží, resp. západně od potoka přitékajícího od golfiště na Voškově, na jihozápadě na Poučník navazuje Krupná.

## Popis území
Městys je součástí Chráněné krajinné oblasti Český kras. Na levé straně Berounky do severozápadní částí území Budňan spadá část údolí Bubovického potoka až těsně před Kubrychtovu boudu, Mokrý vrch (421 m n. m.) a Velká hora (421,8 m n. m.), v pásu od sedla mezi těmito kopci směrem na východ je soustava opuštěných lomů, z nichž největší je Malá Amerika, a zčásti zalesněný hřeben až k Dubu sedmi bratří. K městysi Karlštejn patří i část nezalesněného území s hospodářskou usedlostí Amerika severně od lomu Kanada. Blíže řece se nacházejí kopce Prostřední hora (383,4 m n. m.) a Javorka (383,8 m n. m.), která je směrem k mostu zakončena Budňanskou skálou. Podél silnice od Mořiny a centrem Budňan protéká Budňanský potok.
Východně od údolí Budňanského potoka patří k Budňanům hřeben Bučina, v blízkosti hradu kopec Kněží hora (357 m n. m.), hřeben Haknovec a vrch Haknová (402 m n. m.), přímo u centra Budňan se tyčí vrch Plešivec (362 m n. m.). Na západě sousedí Budňany se Srbskem, na severu s Bubovicemi a Kozolupy, na východě s Mořinou a na jihovýchodě s Hlásnou Třebaní.
V západní části katastrálního území Poučník se nachází osada Poučník a ve svahu osada Krupná. Oblast kolem nádraží Karlštejn a sídelní celek východně od nádraží tvoří základní sídelní jednotku Karlštejn II. Mlýn u jezu ve východní části k. ú. Poučník se nazývá Klučice. Poučník na pravém břehu Berounky sousedí na západě s Kornem a na jihu s Bělčí (částí Litně).

## Historie
Hrad Karlštejn byl postaven v letech 1348–1365. První písemná zmínka o vsi v podhradí hradu Karlštejn pochází z roku 1348.[zdroj?] Středověké městečko Budňany bylo zmíněno poprvé roku 1441, Karlštejn byl stále jeho osadou.[zdroj?] V roce 1952 vznikla obec Karlštejn spojením obcí Budňany a Poučník.
V Poučníku byl od 17. století do začátku 20. století malý panský pivovar, po zastavení výroby v roce 1901 sloužil jako sklad liteňského piva.
Od 23. ledna 2007 byl obci Karlštejn vrácen status městyse.

### Členění městyse
Městys Karlštejn se rozkládá na dvou katastrálních územích, která odpovídají původním sloučeným obcím: Poučník a Budňany. Dále se člení na 4 sídelní jednotky: Karlštejn I, Karlštejn II, Krupná a Poučník.

### Územněsprávní začlenění
Dějiny územněsprávního začleňování zahrnují období od roku 1850 do současnosti. V chronologickém přehledu je uvedena územně administrativní příslušnost obce v roce, kdy ke změně došlo:
- 1850 země česká, kraj Praha, politický okres Smíchov, soudní okres Beroun[8]
- 1855 země česká, kraj Praha, soudní okres Beroun
- 1868 země česká, politický okres Hořovice, soudní okres Beroun
- 1936 země česká, politický i soudní okres Beroun[9]
- 1939 země česká, Oberlandrat Kolín, politický i soudní okres Beroun[10]
- 1942 země česká, Oberlandrat Praha, politický i soudní okres Beroun[11]
- 1945 země česká, správní i soudní okres Beroun[12]
- 1949 Pražský kraj, okres Beroun[13]
- 1960 Středočeský kraj, okres Beroun
- 2003 Středočeský kraj, obec s rozšířenou působností Beroun

### Rok 1932
V městysi Budňany (přísl. Karlštejn, 960 obyvatel, poštovní úřad, telegrafní úřad, telefonní úřad, četnická stanice, katol. kostel) byly v roce 1932 evidovány tyto živnosti a obchody: lékař, 2 cukráři, obchod s dobytkem, družstvo pro elektrisaci v Budňanech, galanterie, 2 holiči, 4 hostince, konsum Včela, 3 krejčí, malíř pokojů, 3 obuvníci, pekař, obchod s lahvovým pivem, pohlednice, pokrývač, 3 řezníci, 6 obchodů se smíšeným zbožím, spořitelní a záložní spolek pro Budňany, stavební družstvo, stavební podnikatelství, trafika, truhlář, obchod s uhlím, vápenka, Nadační velkostatek, zámečník.
V obci Poučník (přísl. Klučice, Krupná, 315 obyvatel, samostatná obec se později stala součástí Karlštejna) byly v roce 1932 evidovány tyto živnosti a obchody: cihelna, obchod s cukrovinkami, elektrárna, hotel U nádraží, kolář, kovář, mlýn, pekař, 2 obchody s lahvovým pivem, restaurace, 8 rolníků, obchod se smíšeným zbožím, 2 trafiky, vápenice, 2 zahradnictví, výroba zmrzliny.

## Doprava
Dopravní síť
- Železnice – Obcí vede železniční trať Praha – Beroun. Je to dvoukolejná elektrizovaná celostátní trať, součást 3. koridoru, doprava na ní byla zahájena roku 1862. Stanice Karlštejn je na pravém břehu Berounky.

- Pozemní komunikace – Obcí prochází silnice II/116 Mníšek pod Brdy – Řevnice – Karlštejn – Beroun po levém břehu Berounky. Obě části městyse propojuje ocelový silniční most. Na hlavní ulici vedoucí od Berounky zástavbou městyse směrem k hradu je běžný veřejný provoz vyloučen. Obecní policie používá elektromobil.

Veřejná doprava 2011
- Železniční doprava – Po trati Praha – Beroun vede linka S7 (Úvaly – Praha – Beroun) v rámci pražského systému Esko. Tratí Praha – Beroun projíždělo železniční stanicí Karlštejn v pracovních dnech 28 párů osobních vlaků, o víkendu 27 párů osobních vlaků.

### Místní doprava
V 70. letech 20. století jezdily speciální benzinové autobusy Robur v kabrioletové úpravě (nazývané karlštejnbus) od parkoviště u Berounky na hrad Karlštejn. Autobusy byly tři a byly očíslovány i barevně rozlišeny: červený (č. 3), modrý a zelený. K jízdám měl dopravce (ČSAD KNV Praha, provozovna Beroun-Králův Dvůr) zvláštní povolení. Koncem 70. let prodělaly vozy generální opravu, povolení však nebylo prodlouženo a doprava byla zrušena. Jeden z dochovaných autobusů (červený, č. 3) nyní vlastní soukromí majitelé z Nymburska.

## Turistika
Turisticky atraktivním územím prochází množství turistických značených tras. Z Mořinky přes hrad Karlštejn kolem Dubu sedmi bratří a Kubrychtovy boudy do Svatý Jan pod Skalou vede červeně značená Cesta Vojty Náprstka č. 0001, nejstarší dochovaná turisticky značená trasa v Česku. Od Dubu sedmi bratří vedou dvě značené trasy do Mořiny: modrá údolím Budňanského potoka, žlutá kolem Malé Ameriky a soustavy mořinských lomů. Od nádraží Karlštejn vede žlutá značka kolem hradu a do Hlásné a Zadní Třebaně a zelená značka na Běleč a Liteň. Z Mořinky po červené ke hradu Karlštejn a dále po žluté do Zadní Třebaně je trasována evropská dálková trasa E10. Z centra Budňan po žluté a dále po červené směrem k Svatému Janu pod Skalou je vedena naučná stezka.
Po silničce údolím Budňanského potoka je pod hrad Karlštejn od Mořiny přivedena cyklistická trasa č. 0013 Praha – Karlštejn.

## Pamětihodnosti
- Hrad Karlštejn
- Kostel svatého Palmacia v Budňanech
- Husitské obléhací pozice, archeologické naleziště – Javorka, Nad Haknovým dolem a Na Kněží hoře
- Socha svatého Šebestiána na návsi v Budňanech
- Ocelový silniční most přes řeku Berounku
- Jeskyně Nad vodopády, archeologické naleziště
- Fara v Budňanech
- pokusné vinice
- železniční stanice Karlštejn na trati 171 Praha-Beroun v Poučníku
- Národní přírodní rezervace Karlštejn
- Správa CHKO Český kras v Budňanech
- Vojenská pevnůstka (technická památka)

## Zajímavosti
- V obci Karlštejn se nachází Výzkumná stanice vinařská Karlštejn, která patří pod CARC, v Praze 6 – Ruzyni.

## Fotografie

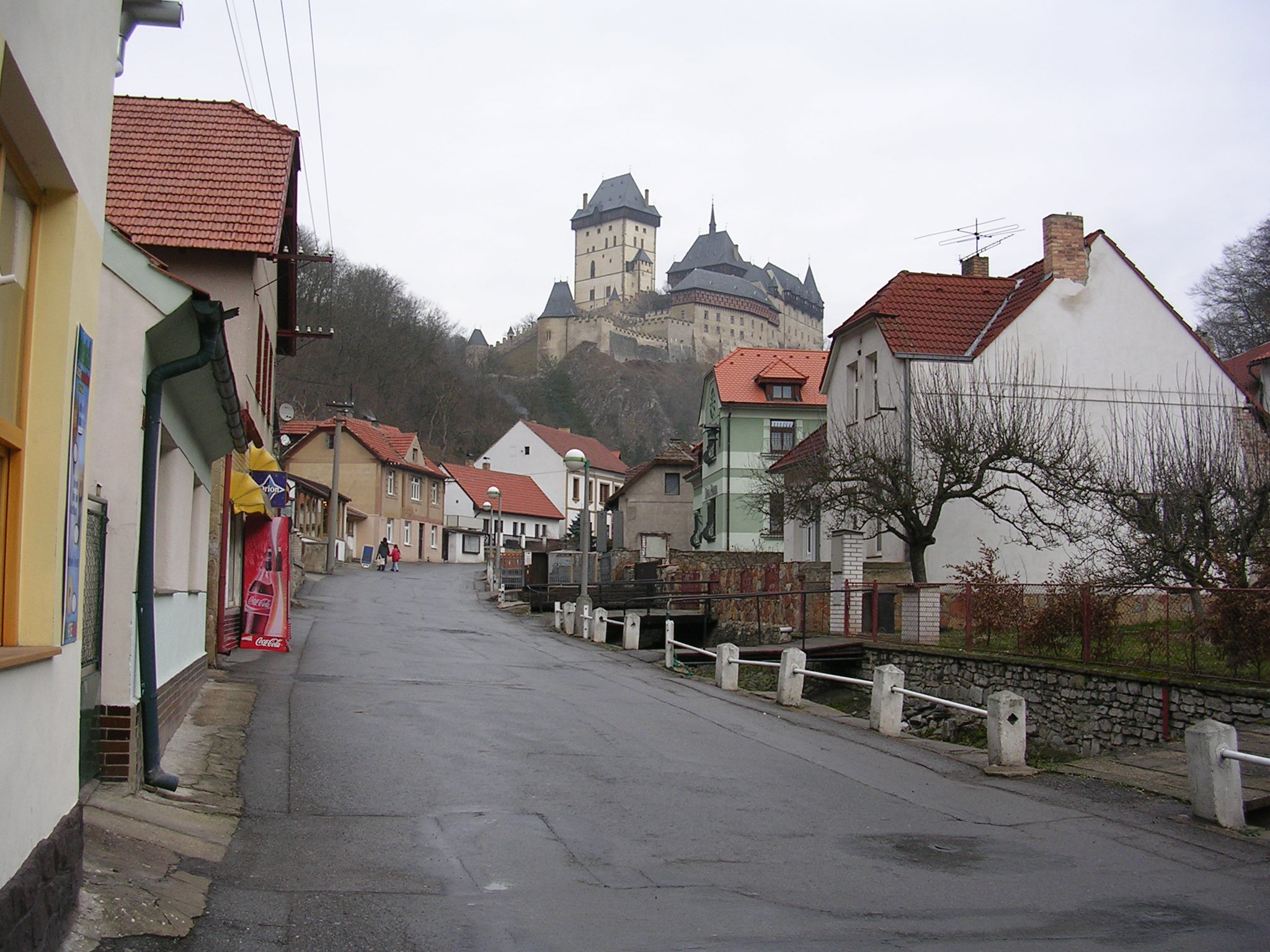
Hlavní turistická třída Karlštejna, pěší zóna v Budňanech podél Budňanského potoka
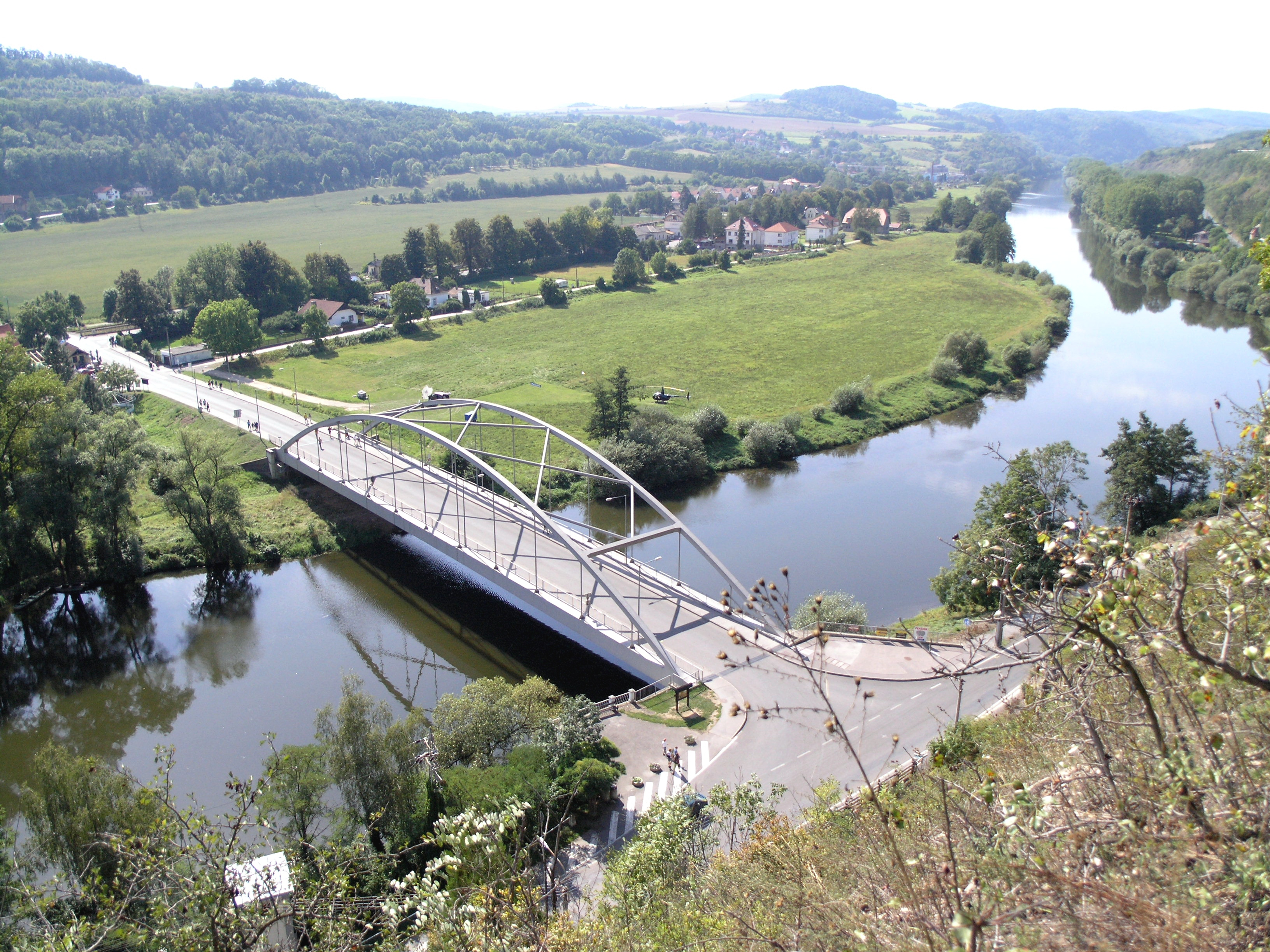
Ocelový most přes Berounku
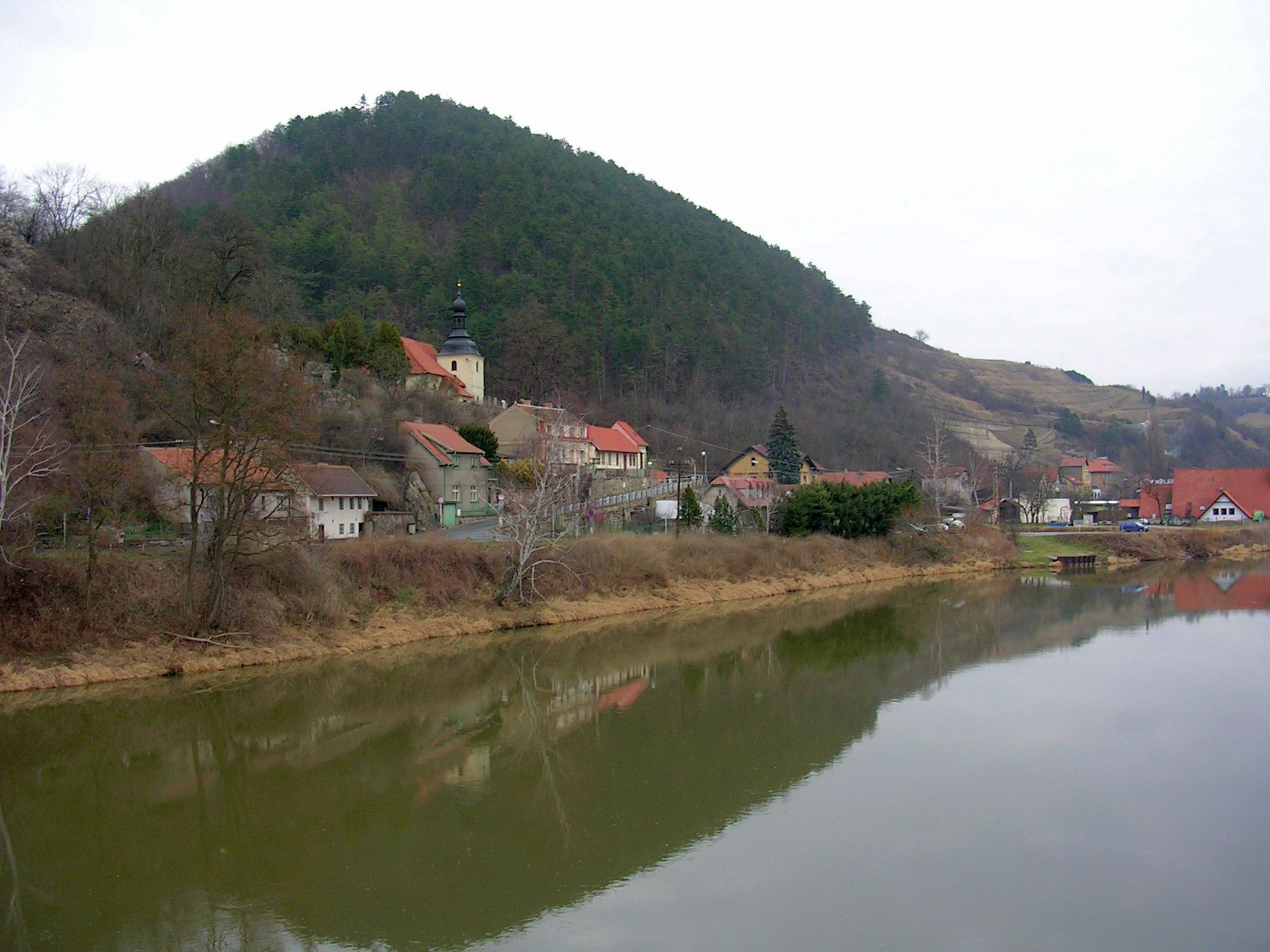
Dolní část Budňan s kostelem svatého Palmacia
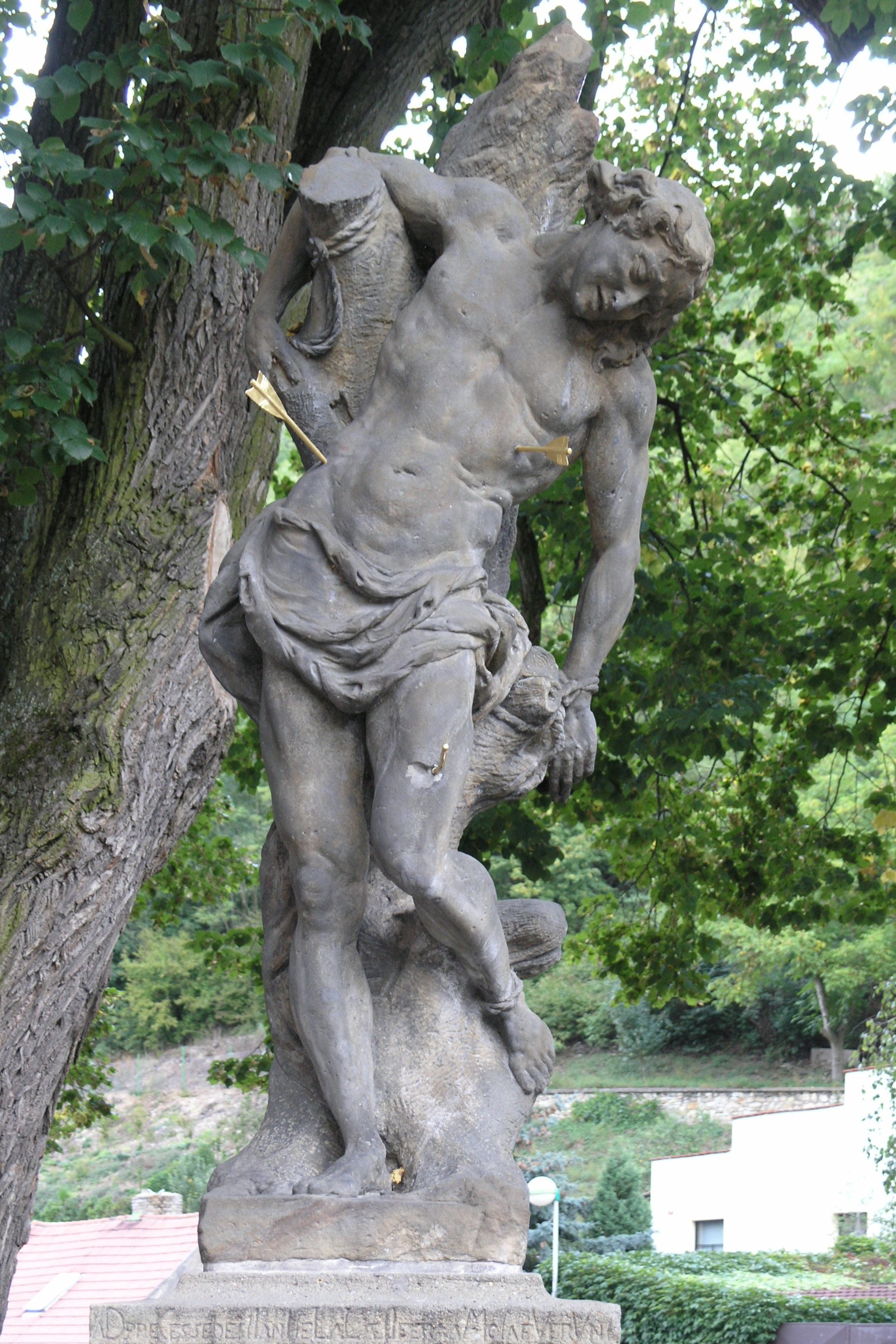
Socha svatého Šebestiána
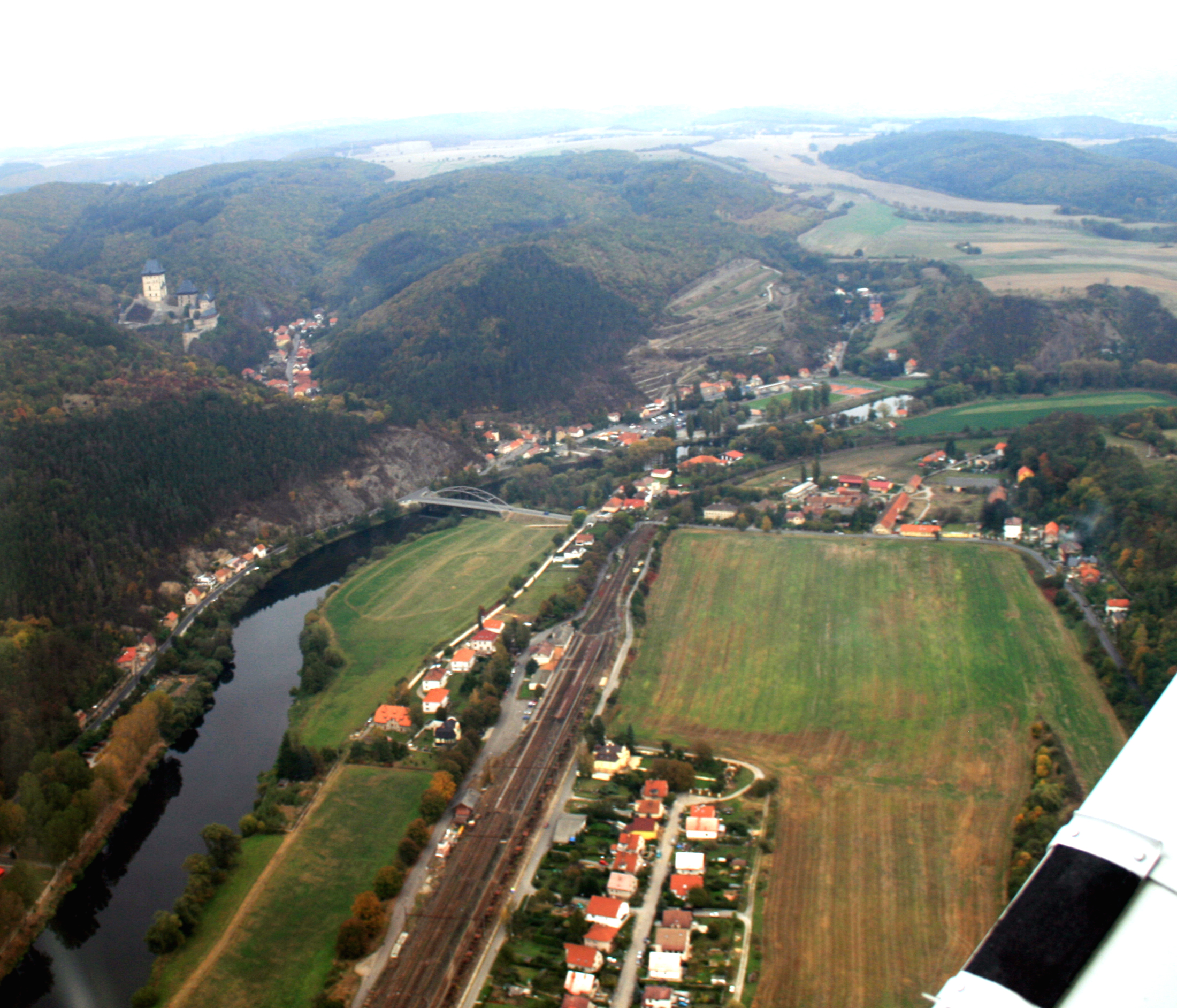
Letecký snímek

## Partnerská města
- Althen-des-Paluds, Francie
- Montecarlo, Itálie
- Reichenbach im Vogtland, Německo